# Voghiera
Voghiera – miejscowość i gmina we Włoszech, w regionie Emilia-Romania, w prowincji Ferrara.
Według danych na rok 2004 gminę zamieszkiwało 3941 osób, 98,5 os./km².